# Interstate 787
Pour les articles homonymes, voir Route 787.
L'Interstate 787 (I-787) est une autoroute auxiliaire de l'État de New York. L'I-787 est l'accès principal au centre-ville d'Albany. Le terminus sud se situe au poste de péage pour accéder à l'I-87 (New York State Thruway) au sud-ouest du centre-ville. Le terminus nord de l'autoroute se trouve à l'intersection avec la NY 7 et la NY 787, laquelle continue le tracé jusqu'à Cohoes. L'autoroute parcourt 10,16 miles (16,35 km).

## Description du tracé

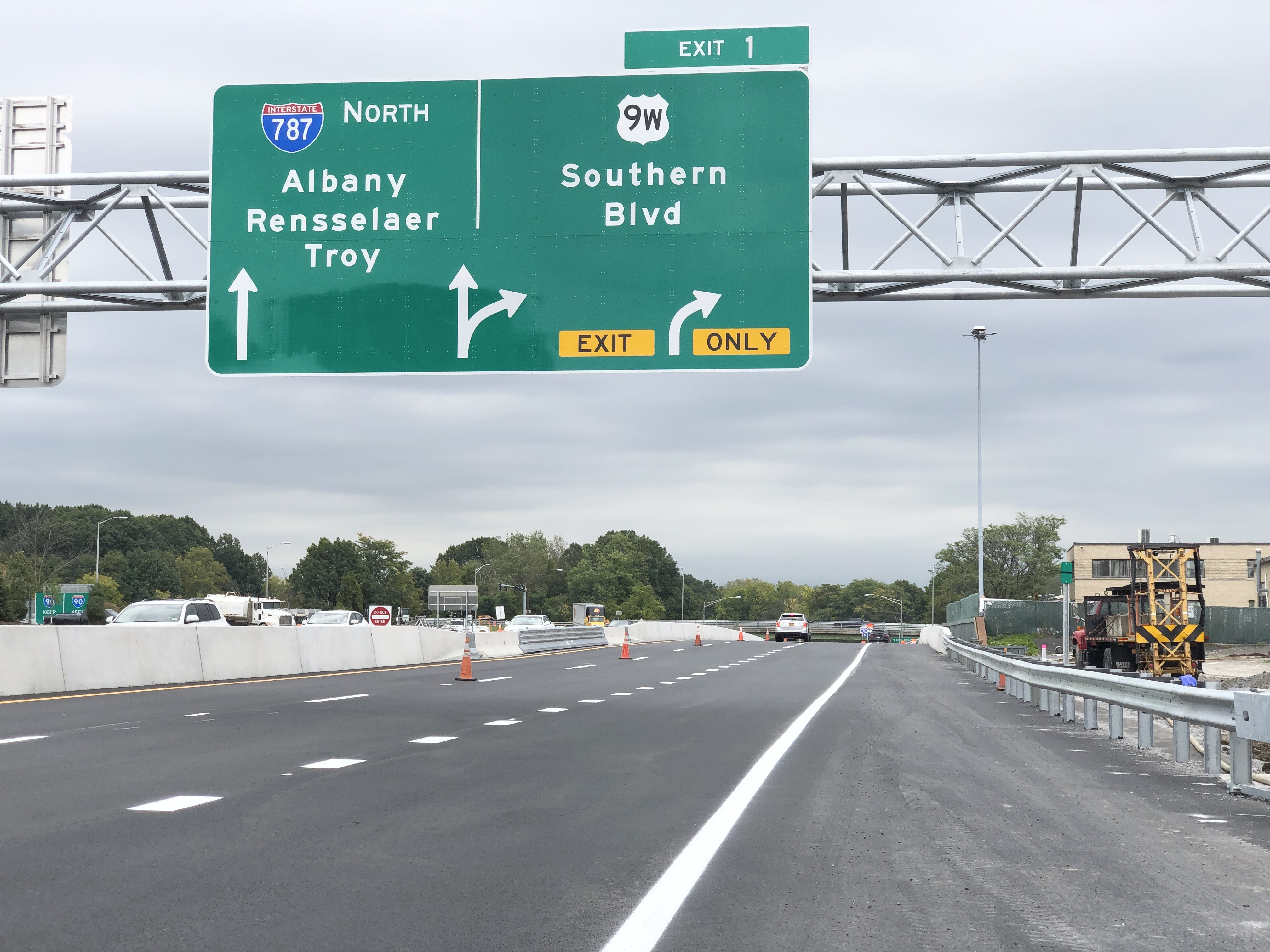
I-787 nord à la sortie 1.

L'I-787 débute officiellement au poste de péage pour l'I-87 / New York Thruway. Un court segment de 0,57 mile (0,92 km) existe afin de relier l'I-787 à la US 9W. Après avoir débuté, l'I-787 se dirige vers le nord-est en direction du centre-ville d'Albany. Elle longe la rive ouest du fleuve Hudson sur toute sa longueur. L'autoroute croise plusieurs voies locales et atteint l'I-90 à mi-parcours. Au nord de l'intersection avec l'I-90, l'autoroute passe dans un tracé dans la végétation, contrairement à la première moitié. Elle passe par Menands et Watervliet avant d'atteindre son terminus nord à la jonction avec la NY 7 / NY 787 à Green Island.

## Liste des sorties
| Interstate 787            |              |      |       |        |                                                                                         |                                                                         |
| Comté                     | Municipalité | mi   | km    | Sortie | Intersections / Destinations                                                            | Notes                                                                   |
| Albany                    | Albany       | 0,00 | 0,00  | 1      | I-87 Toll / New York Thruway – New York, Massachusetts Turnpike, Buffalo, Montréal      | Sortie 23 de l'I-87                                                     |
| Albany                    | Albany       | 0,32 | 0,51  | 1      | US 9W – Albany, Delmar                                                                  | Accès via un embranchement                                              |
| Albany                    | Albany       | 0,94 | 1,51  | 2      | NY 32 (South Pearl Street) – Port d'Albany                                              |                                                                         |
| Albany                    | Albany       | 1,97 | 3,17  | 3      | US 9 sud / US 20 est – Rensselaer, Empire Plaza                                         | Indiqué sortie 3A en direction sud; dessert la Gare d'Albany–Rensselaer |
| Albany                    | Albany       | 2,40 | 3,86  | 4      | US 9 nord (Clinton Street) / US 20 ouest (Madison Avenue) – Centre-ville, Port d'Albany | Indiqué sortie 3B (US 20) et 4B (US 9) en direction sud                 |
| Albany                    | Albany       | 2,80 | 4,51  | 4A     | Colonie Street / Columbia Street                                                        | Sortie direction sud seulement                                          |
| Albany                    | Albany       | 3,36 | 5,41  | 5      | I-90 – Buffalo, Boston                                                                  | Sortie 6A de l'I-90                                                     |
| Albany                    | Menands      | 4,20 | 6,76  | 6      | NY 32 – Menands                                                                         |                                                                         |
| Albany                    | Menands      | 6,27 | 10,09 | 7      | NY 378 (en) – Watervliet, Loudonville, Menands, South Troy, Troy                        | Indiqué sortie 7E (est) et 7W (ouest)                                   |
| Albany                    | Watervliet   | 8,91 | 14,34 | 8      | 23rd Street – Watervliet, Green Island                                                  |                                                                         |
| Albany                    | Colonie      | 9,55 | 15,37 | 9      | NY 7 (en) vers I-87 – Schenectady, Saratoga Springs, Troy, Bennington                   | Indiqué sortie 9E (est) et 9W (ouest)                                   |
| Albany                    | Colonie      | 9,55 | 15,37 | —      | NY 787 (en) nord (Cohoes Boulevard) – Cohoes                                            | Continue au nord                                                        |
| - Péage - Accès incomplet |              |      |       |        |                                                                                         |                                                                         |